# Зеравшан (річка)
Зеравша́н, також Зерафша́н, Зарафша́н (тадж. Зарафшон, узб. Zarafshon/Зарафшон/زېرەۋشان; від перс. Zar-afšān, زرافشان — «розкидач золота»; у верхів'ї — Матча, в пониззі — Каракульдар'я) — безстічна річка у Середній Азії, яка протікає в Таджикистані й Узбекистані — землями з багатою історичною та культурною традицією. У давнину була притокою Амудар'ї, нині не доходить до неї через розбір води на зрошення, поділяючись на рукави в Каракульській оазі.

## Загальний опис
Сучасна довжина річки — 877 кілометрів, довжина до Каракульської оази, де Зеравшан розділяється на рукави, — 803 км. Загальна площа сточища становить 41 860 км², з них на гірську частину, що утворює стік, припадає 17 710 км². Живлення — переважно снігове і льодовикове. Пересічна витрата води, виміряна нижче гирла Могієндар'ї, становить 162 м³/с, найбільша середньорічна витрата спостерігалася 1973 року (201 м³/с), найменша — 1957 року (112 м³/с). Річка найповноводніша у липні (250–690 м³/с), найменш повноводна у березні (28–60 м³/с). Абсолютний мінімум витрати води було засвідчено 31 січня 1928 року (24 м³/с), абсолютний максимум – 31 травня 1964 року (996 м³/с).
Через канал Ескіанхор має зв'язок з річкою Кашкадар'я, а через канал Іскітюятартар — з річкою Санґзор, які живить своїми водами.
З метою дієвого використання вод Зеравшана побудовано Каттакурганське та Куїмазарське водосховища, ряд гідровузлів.

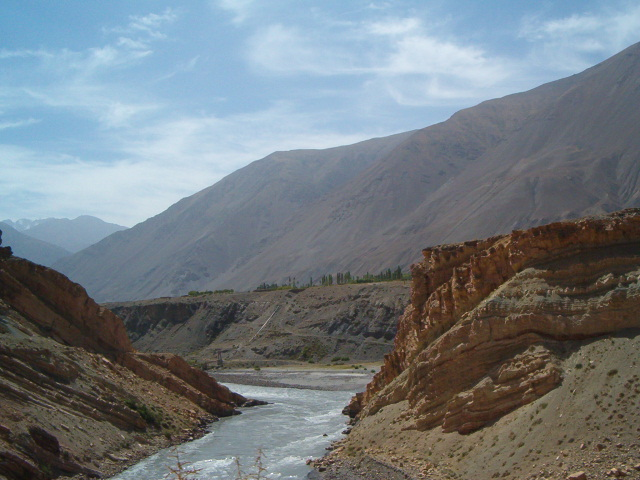
Зеравшан (Матча) поблизу селища Айні

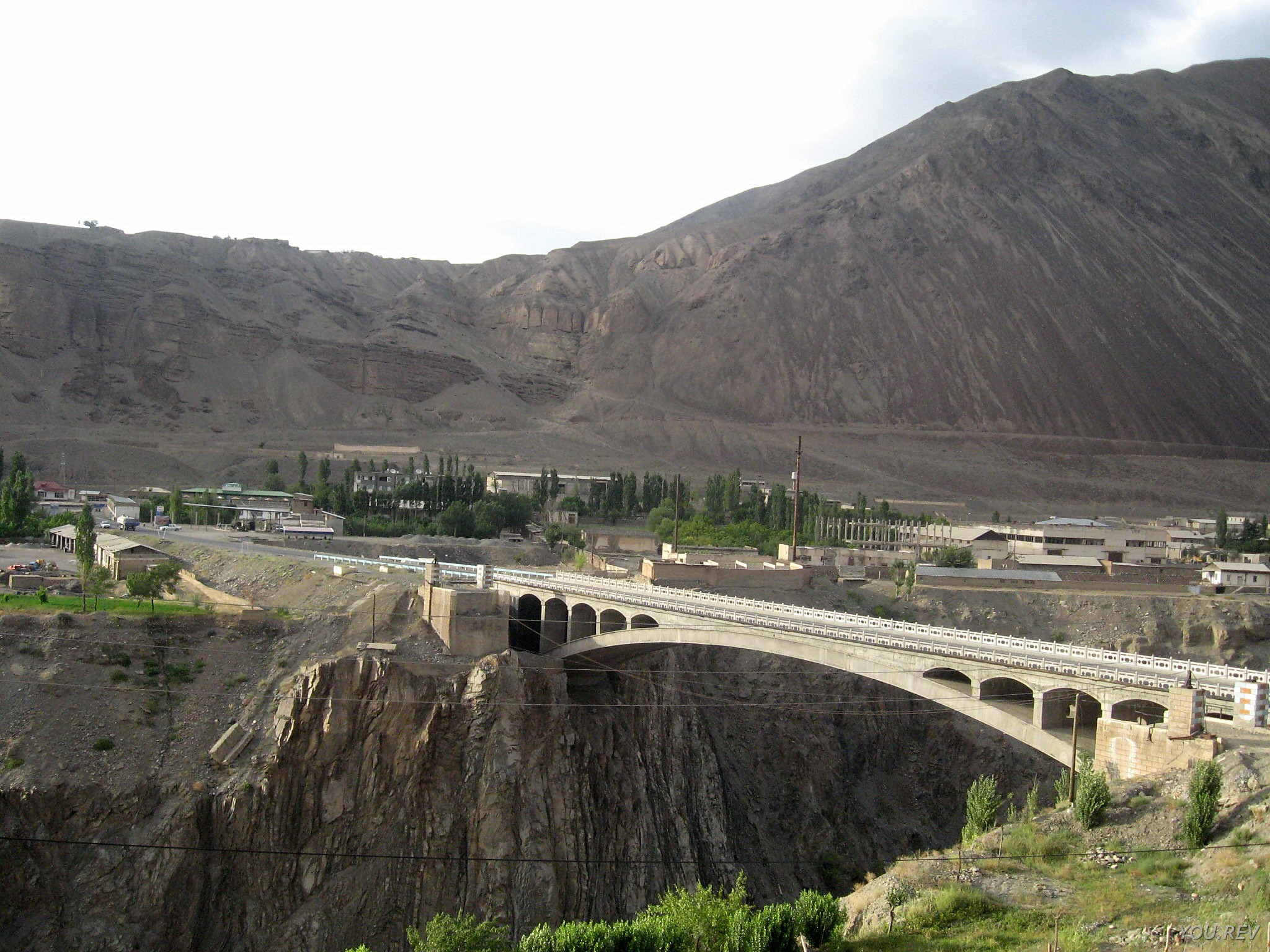
Міст через Зеравшан (Матчу) у селищі Айні

## Географія протікання

### Матча (верхів'я)
Зеравшан бере початок від Зеравшанського льодовика у вузлі Коксу, утвореному стиком Туркестанського і Зеравшанського хребтів в Памірі, на висоті 2775 м. Початкова ділянка течії довжиною близько 300 км пролягає у вузькій і глибокій долині, з котрих верхні 200 км річка зветься Матча. Протікаючи між Туркестанським (на півночі) та Зеравшанським хребтами (на півдні), Матча має водозбірну площу в 4650 км². З лівого південного боку вона приймає значні притоки Фандар'я, Кштут та Могієндар'я.
Середньорічна витрата води на цій ділянці коливається в районі 58–108 м³/с. Матча багатоводна протягом липня і серпня, коли витрата води зростає до 479 м³/с, та маловодна у квітні, коли витрата води знижується до 11 м³/с.
При впадінні Могієндар'ї набуває назву Зеравшан.

### Середня течія

#### До Самарканда
Пересікши землі Таджикистану на захід до Пенджикента, Зеравшан повертає на північний захід. Нижче Пенджикента починається рівнинна ділянка течії, де у Зеравшан не впадає жодна значна притока до його самого закінчення.
За Пенджикентом Зеравшан перетинає кордон з Узбекистаном. Біля перетину кордону Таджикистану й Узбекистану на Зеравшані стоїть Верхньозарафшанський гідровузол (Рават-Ходжинська гребля). Тут бере початок великий канал Даргом. Нижче греблі Зеравшан утворює оазу, в якій розташовується Самарканд.

#### Акдар'я і Карадар'я
В околицях Самарканда, на Самаркандському (Ак-Карадар'їнському) гідровузлі річка поділяється на рукави Акдар'я (північний) та Карадар'я (південний), між якими лежить острів Міанкаль. Також гідротехнічна споруда дає початок магістральним зрошувачам Курбанабад (витратою 25 м³/с) та Центральному міанкальському каналу (витратою 70 м³/с). 
На 57-му кілометрі течії рукава Карадар'я розташований Дамходжинський гідровузол, звідки беруть початок канал Каттакурганського водосховища (витратою 100 м³/с), канали Нарпай (витратою 56 м³/с) і Міанкаль-Хатирчинський (витратою 54 м³/с). 
Два русла знову зливаються біля міста Янґірабад. 

#### Після зливання
Зрошуючи розлогі посушливі землі, минаючи місто Каттакурган, Зеравшан досягає міста Навої та повертає на південний захід.
У Навоїйському та Бухарському вілоятах Зеравшан забезпечує водою цілу низку зрошувальних систем. Великі водозабори відбуваються на гідровузлах — Карманінському, Навоїйському, Шафірканському, Хархурському (Дуабінському).
Хархурський гідровузол дозволяє скидати надлишкову воду до Куюмазарського та Тудакульського водосховищ, що з іншої сторони сполучені з системою Аму-Бухарського каналу.

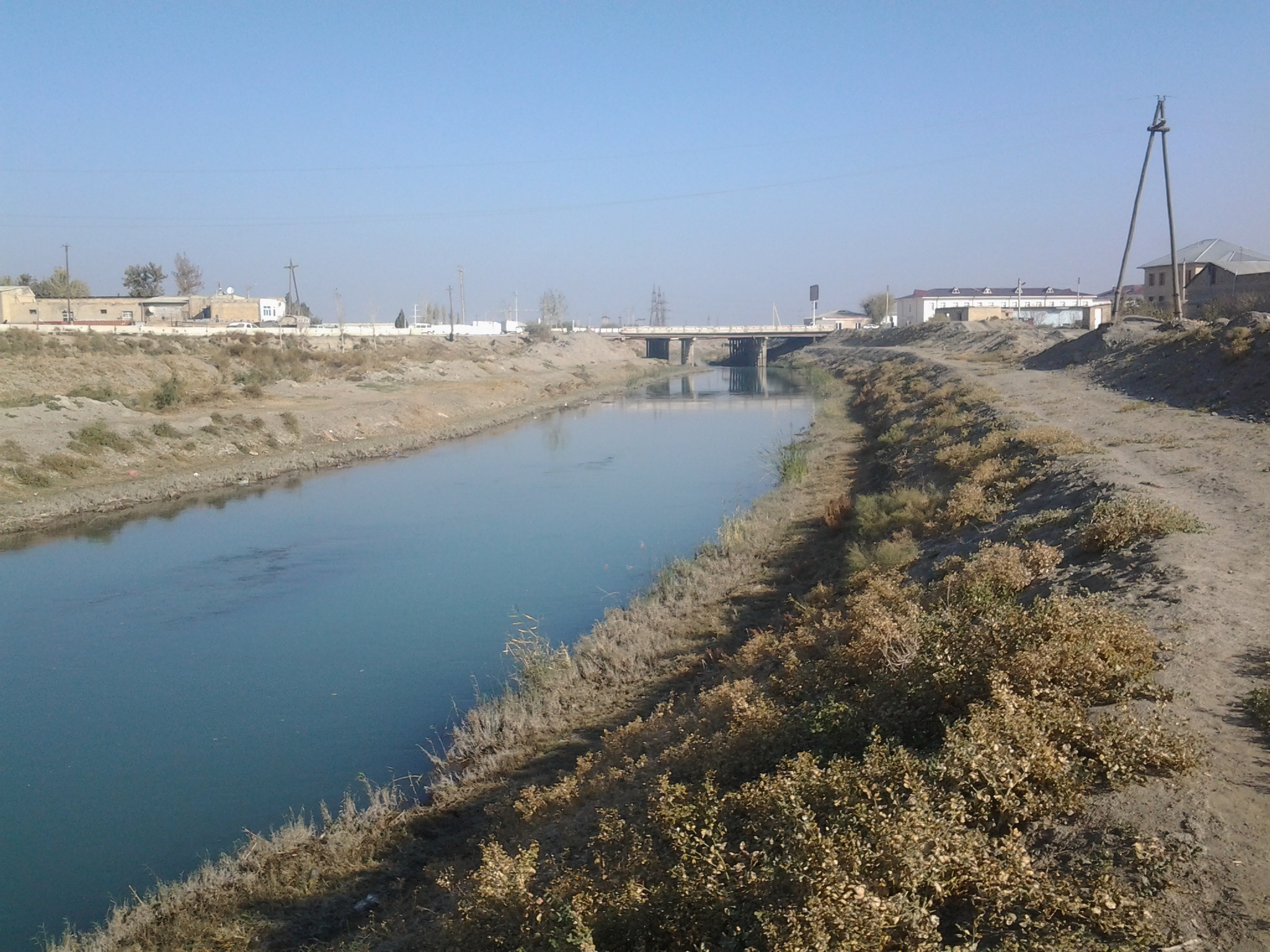
Центральний Бухарський колектор (каналізований Зеравшан) поблизу

### Каракульдар'я
Після Дуабінського гідровузла річка носить ім'я Каракульдар'я.
1971 року ділянку русла Зеравшана в нижній течії (від Дуабінського гідровузла) було каналізовано, розширено і поглиблено. Нове русло отримало назву Центрального Бухарського колектора. Уздовж початкового відрізка колектора збереглися сліди старого, звивистого русла Каракульдар'ї, що складає першу ділянку каналу Шахруд, течія в якій є непостійною (в середині 1960-х живлення Шахруду перевели на ресурс із Хачкабського гідровузла з епізодичними скидами води через оголовок каналу Шахруд на Дуабінському гідровузлі)..
Води Центрального бухарського колектора вливаються в колектор Маханкуль і далі — в озеро Маханкуль. В околицях Махана русло Зеравшана розходиться зі штучним трактом колектора, продовжуючись у бік Каракульської оази.
Каналом Екскіанхор Зеравшан сполучається з річкою Кашкадар'я.

### Дельтові рукави
У Каракульській оазі Зеравшан розпадався на ряд невеличких рукавів: Тайкир, Сарибазар, Гурдюш, Уйгур, котрі в ході господарської діяльності було перетворено на канали. Розподіл води Зеравшана каналами первинно відбувався за 3 км від міста Каракуль, а протоки Тайкир і Сарибазар утворювалися від нижчого поділу русла надвоє. Після проведення Аму-Каракульського каналу колишні рукави Зеравшана було приєднано до нього як відведення. Наразі вони живляться, головним чином, амудар'їнською водою, хоча можливість надходження зеравшанської води зберігається.
Русло Тайкира, який був основним рукавом Зеравшана, тягнеться до озера Денґізкуль. У наші дні Тайкир є майже зневодненим, тільки в зимовий та весняний пори по ньому скидаються надлишки вод, що повертаються від поливу. За водопілля Тайкир впадає в Денґізкуль. Рукав Сарибазар тече Каракульською оазою, пересихає.
У далекому минулому Зеравшан був притокою Амудар'ї, з якою з'єднувався через найнижчу протоку Тайкир.

## Історія і значення
Про поселення людей в басейні Зеравшану, завдяки археологічним розкопкам, відомо від доби неоліту — тут була давня стоянка людей Заманбобо на відстані 27 км на північний захід від міста Каракуль, городища Саразм (IV—ІІ тис. до н. е.), Хазарасп (II—III ст.ст.), Кумушкент (I—V ст.ст.).
Стародавній Самарканд був заснований близько 700-го року до н. е. на берегах річки. Назва річки перського походження вказує на знання про річковий пісок із вмістом золота у верхів'ї річки вже за давнини.
Римський письменник Курцій Руф, який жив I століття н. е., у своїх працях називав річку грецьким словом «Політімет» (лат. Polytimetus), що викликало багато суперечок. Цю назву, як свого часу вказував Страбон, було дано річці македонянами і перекладалася вона як «багатошановна». Найімовірніше, це переклад із місцевого наріччя, бо греки навряд чи могли займатися шануванням середньоазійських річок. У цьому допомогли розібратися китайські історики, які називали річку «Намі», що повторює пахлевійську назву «Намік», тобто «знатне», «шановане» (д.-перс. «Немах'я») і відповідає грецькому «Політімет».
Алішер Навої називає річку, на якій побудовано Самарканд, річкою Кўҳак.
Попри те, що Зеравшан менш велика і відома річка, ніж Амудар'я та Сирдар'я, вона має не менш важливе господарське значення, зокрема іригаційне.

## Додаткова література
- (рос.) Закиров К. З. Ч. 1. Растительность // Флора и растительность бассейна реки Зеравшан. — Ташкент, 1955.
- (рос.) Закиров К. З. Ч. 2. Конспект флоры // Флора и растительность бассейна реки Зеравшан. — Ташкент, 1961.